# Ankyrin

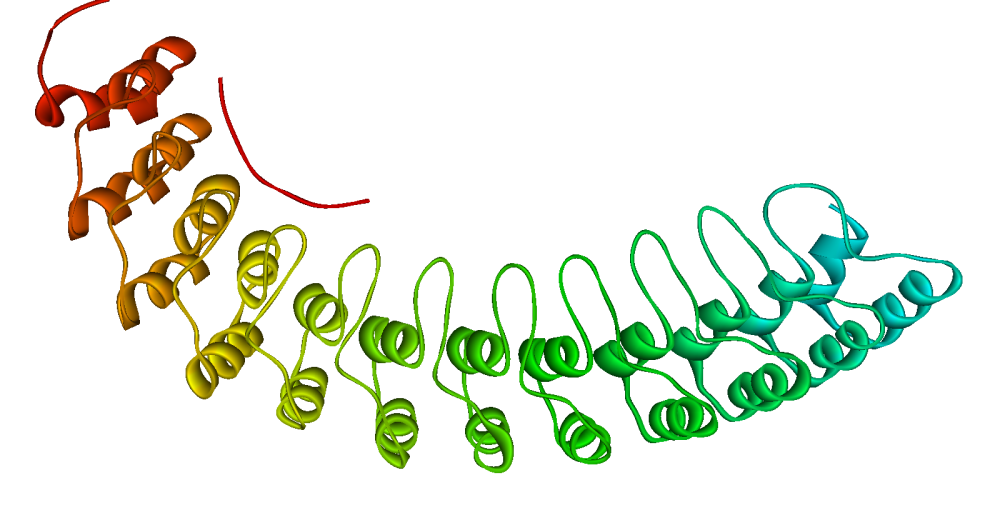
Die Struktur eines Teils der membranbindenden Struktur von Ankyrin

Ankyrine sind Repeat-Proteine, die wie Antikörper zu den Bindungsproteinen gehören. Ankyrine sind Cytoskelett-Proteine, die über dynamische, nicht-kovalente Bindungen mit integralen Membranproteinen interagieren und deren Verteilung innerhalb der Zellmembran mitbestimmen.
In Erythrozyten bindet Spektrin über Ankyrin an die Zellmembran.
Die hereditäre Sphärozytose basiert in etwa der Hälfte der Fälle auf einer Deletion im Ankyrin-Gen. Plasmodium falciparum bindet an Ankyrin. ANK3 (Ankyrin G) ist möglicherweise an der Entstehung bipolarer Störungen beteiligt.